# Villaverde Bajo
Villaverde Bajo es una zona residencial perteneciente al barrio de Los Rosales del distrito de Villaverde (Madrid, España). 

## Historia
Hay constancia de yacimientos paleolíticos en el área que ocupa actualmente el barrio (por ejemplo, en las cercanías de la Estación de Villaverde Bajo) y de villas romanas cercanas al barrio, pero ya en el área de Butarque pues se localizan en la actual carretera a San Martín de la Vega. 
Existen dos teorías posibles para explicar el origen del nombre del barrio. La primera se fundamentaría en que en la época de la Reconquista, cuando empezaron a echar a la inmensa cantidad de gitanos que allí residían (actualmente también residen); y la segunda se basa en la supuesta frondosidad de vegetación producida por la confluencia de diversos arroyos y el río Manzanares.
La agricultura fue la actividad fundamental de todo el municipio de Villaverde hasta la llegada del ferrocarril tras la construcción de la línea Madrid-Aranjuez en 1848, circunstancia que fue especialmente relevante en el barrio de Villaverde Bajo, por ser el más cercano a la vía férrea. La instalación de industrias metalúrgicas dependientes del ferrocarril hizo que la población aumentara notablemente. Además, también es reseñable la actividad económica en torno a la cerámica, gracias a los suelos arcillosos sobre los que se asienta el barrio. Otra actividad económica predominante es la ganadería, cuyo ejemplo son las granjas del camino de Perales. 
Fue en 1951 cuando se dieron los primeros pasos para la configuración del Villaverde Bajo actual. Se crean los Poblados de Absorción en las inmediaciones de la actual estación de metro de Villaverde Bajo-Cruce, que dan respuesta al éxodo rural. En 1954 el municipio de Villaverde es anexionado a la capital. El resto del barrio se desarrolla fundamentalmente en los años 60 y 70. La trama urbana se caracteriza por calles estrechas, en la que destacan Juan José Martínez Seco y Encarnación Oviol.
Durante los últimos años del siglo XX y la primera década del siglo XXI Villaverde Bajo comienza a recibir inmigración exterior. El porcentaje de inmigrantes está por encima de la media de Madrid y de la media del propio distrito (superior al 45%).
Una parte de la novela El francotirador paciente de Arturo Pérez-Reverte, basada en el mundo del grafiti está ambientada en este barrio periférico de Villaverde Bajo:

«En Villaverde Bajo. Allí, entre bancos de cemento acribillados de tags y pintadas -Jeosm, DKB-, seis farolas rotas y una fuente de la que nunca manó agua, los chicos habían montado un recorrido para monopatín que podia considerarse bastante arduo. Había cerca un gimnasio de boxeo amateur, un par de bares y una ferretería especializada en rotuladores y aerosoles para grafiteros(...) Grupos de jóvenes vestidos de forma idéntica diseminados por la plaza, saltando con el skate o de charla en bancos cubiertos de marcas y pintadas. Chicos duros, con pocas esperanzas, que emitían en su propia longitud de onda.»

## División Administrativa y límites
Administrativamente este barrio pertenece a Los Rosales, una de las 4 divisiones de todo el distrito, que comprende este, Los Rosales, El Espinillo y Oroquieta. Limita con los siguientes barrios:
- Al norte: El Espinillo y Oroquieta
- Al sur: San Cristóbal de los Ángeles
- Al este: Vallecas
- Al oeste: Villaverde Alto

## Transporte
Las comunicaciones han vivido una mejora ostensible durante los últimos años gracias a las inversiones de todas las administraciones.

### Carretera
La avenida de Andalucía es la comunicación más directa con el centro de Madrid y con las autopistas de circunvalación M-30, M-40 y M-45. La carretera de Villaverde a Vallecas tiene también una salida a la M-40.

### Tren de Cercanías
La estación de referencia es Villaverde Bajo, en el este del barrio. Por ella pasan las líneas C-3 y C-4 con frecuencias en días laborables de unos 6 minutos. Unen el barrio de forma directa con algunos de los municipios del sur de la CAM, como Aranjuez, Getafe, Parla, Pinto o Valdemoro y con el centro de Madrid (Sol, Atocha-Cercanías,...) además de algunos municipios del norte de la CAM como San Sebastián de los Reyes, Alcobendas, Tres Cantos , Colmenar Viejo, Collado Villalba, Torrelodones, Las Rozas o El Escorial. También está unida de forma directa con otros distritos de Madrid, como Fuencarral-El Pardo o Chamartín.

### Metro
La estación de referencia es Villaverde Bajo Cruce, en la línea 3. Conecta todo el distrito de Villaverde con el centro y el eje Callao-Plaza España-Moncloa, además de unir el barrio con su hospital de referencia, el Hospital 12 de Octubre. La apertura de la extensión de esta línea desde la estación de Legazpi, en 2007, era una de las demandas más repetidas por los vecinos del barrio y en general del distrito de Villaverde.

### Bus
Varias líneas de la EMT dan servicio al barrio. Destacan la 85 que finaliza en Atocha y la 123 que finaliza en Legazpi. Ante la llegada del metro y la mejora del Cercanías han pasado a ser utilizadas mayoritariamente como transporte interno del distrito.

## Equipamientos públicos
Los centros educativos del barrio son:
- San Jaime
- Liceo Rosales
- Liceo Oroquieta
- C.E.P.A Los Rosales
- San Pedro
- Juan de la Cierva
- Antonio de Nebrija
- Agrupación Escolar Europa
- C.P Los Rosales
- CEIP El Espinillo
- CEIPSO El Greco (pendiente de la construcción del IES se encuentra ubicado en las instalaciones del Ausiàs March. La consejería se ha comprometido a su construcción ara este curso 2014/2015 siendo su puesta en funcionamiento en el curso 2015/2016. Aunque entre los vecinos siguen existiendo muchas dudas de que la Consejería cumpla su promesa)[2]
- CEIP Ausiàs March

El centro cultural del barrio se denomina Santa Petronila y es de titularidad municipal. Hay un centro de día para personas con problemas de alzheimer, dependiente de la Comunidad de Madrid.
Liceo Oroquieta
Existen dos centros de salud: Los Rosales y El Espinillo.